# معصوم بك
جَمَالُ الدِّيْنِ مَعصُومٌ بِكْ الصَّفَوِيُّ (بالفارسيَّة: جمال‌الدین معصوم‌بیگ صفوی) (توفِّي في ق. 976هـ المُوافق فيه 1568م) الشَّهير اختصارًا بِـ«معصُوم بك» أو «معصُوم بك الصفوي» هو مِن أكابر الأُمراء من سُلالة الصَّفويين ومن أقوى النُبلاء وقادة الجُند وأعظمهم شأنًا في الدولة الصفويَّة، تولَّى منصب وزير الديوان الأعلى والوكيل الخاص في عهد الشَّاه طهماسپ الأول لِما يقرُب ستَّة عشر عامًا؛ وقد كان لهُ عظيم الأثر في إبقاء العرش ثابتًا وسط الأخطار والمُؤامرات التي أحدقت بالديار الصفويَّة. قُتل مغدورًا على يد العُثمانيين وهو في طريقه إلى الحجِّ.

## انظُر أيضًا
- السلالة الصفوية
- طهماسب الأول
- إسماعيل الثاني
- حيدر ميرزا